# أرجون مينون
أرجون مينون (بالإنجليزية: Arjun Menon)‏ هو كاتب أغاني ومغني هندي، ولد في 19 ديسمبر 1987 في تشيناي في الهند.